# Aroa González
Pour les articles homonymes, voir González et Aroa.

b Matchs officiels uniquement.
Aroa González est une joueuse espagnole de rugby à XV, née le 19 avril 1979, occupant le poste de talonneur pour le club de RC L'Hospitalet et en sélection nationale pour l'équipe d'Espagne.
Elle participe au Tournoi des six nations féminin. Elle est sélectionnée pour la Coupe du monde de rugby à XV féminin 2014.

## Biographie
Aroa González met un terme à sa carrière de joueuse en 2017, après 74 apparitions avec l'Espagne, et devient dans la foulée l'entraîneuse de la sélection espagnole des moins de 20 ans,.

## Palmarès
- 74 sélections en équipe d'Espagne entre 1997 et 2017
- Participations au Tournoi des six nations féminin
- Participation à la Coupe du monde de rugby féminine 2006 et Coupe du monde de rugby féminine 2014